# WHITESOFT
WHITESOFT（ホワイトソフト）は、かつて存在したアダルトゲームブランドである。

## 概要
2010年に、WHITESOFT（ホワイトソフト）として発足した。
つい最近まで、Purple softwareは姉妹ブランドと思われていたが、2019年2月に、Purple softwareがWHITESOFTに軒を貸しているだけであって資本関係はなく、姉妹ブランドでないことが判明した。
Purple softwareの石川泰はTwitterで、Purple softwareとWHITESOFTは無関係であると話している。

## 作品一覧

### WHITESOFT
| #     | 発売日        | タイトル                                          | 原画                       | シナリオ         |
| ----- | ------------- | ------------------------------------------------- | -------------------------- | ---------------- |
| 1     | 2010年5月28日 | りとるらびっつ -わがままツインテール-             | 七海綾音                   | 宇佐見定吉       |
| 2     | 2011年2月25日 | 猫撫ディストーション                              | ミヤスリサ、月音、みやま零 | 藤木隻、元長柾木 |
| 3     | 2011年8月26日 | ラブライド・イヴ                                  | むつみまさと               | 無月さよ         |
| 2 FD1 | 2012年2月24日 | 猫撫ディストーション Exodus                       | ミヤスリサ、月音、みやま零 | 藤木隻、元長柾木 |
| 4     | 2013年3月29日 | 運命が君の親を選ぶ 君の友人は君が選ぶ             | 月音、T-RAy                | 藤木隻           |
| 5     | 2013年7月26日 | ギャングスタ・リパブリカ                          | ミヤスリサ                 | 元長柾木         |
| 5 FD  | 2014年5月30日 | ギャングスタ・アルカディア 〜ヒッパルコスの天使〜 | ミヤスリサ                 | 元長柾木         |
| 6     | 2015年2月27日 | さくらシンクロニシティ                            | 或十せねか、こりす         | 藤木隻           |
| 2 FD2 | 2015年5月29日 | 猫撫ディストーション 恋愛事象のデッドエンド       |                            |                  |

## 主なスタッフ
原画家
- ミヤスリサ
- 月音 -
- みやま零

シナリオライター
- 藤木隻
- 元長柾木

プロデューサー
- 松島詩史 - 有限会社スタジオラインを経て、WHITESOFTに移籍。